# Station Ferrières - Fontenay
Station Ferrières - Fontenay is een spoorwegstation aan de spoorlijn Moret-Veneux-les-Sablons - Lyon-Perrache. Het ligt in de Franse gemeente Fontenay-sur-Loing in het departement Loiret in de regio Centre-Val de Loire.

## Geschiedenis
Het station werd op 14 augustus 1860 geopend door de Compagnie des chemins de fer de Paris à Lyon et à la Méditerranée bij de opening van de sectie Moret - Veneux-les-Sablons ↔ Montargis. Sinds zijn oprichting is het station eigendom van de Société nationale des chemins de fer français (SNCF).

## Ligging
Het station ligt op kilometerpunt 107,258 van de spoorlijn Moret-Veneux-les-Sablons - Lyon-Perrache.

## Diensten
Het station wordt aangedaan door treinen van Transilien lijn R, welke rijden tussen Paris-Gare de Lyon en Montargis.

## Foto's

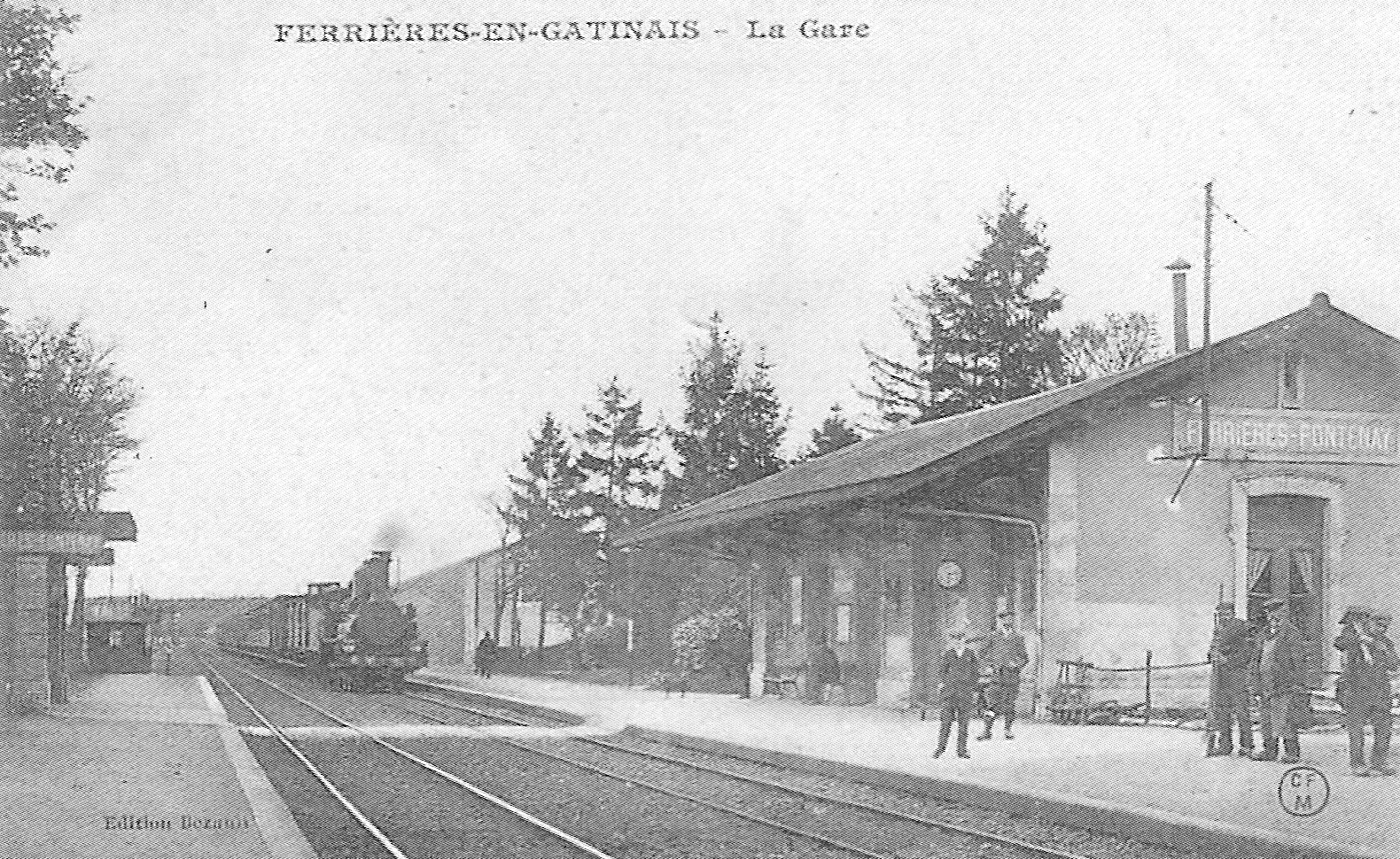
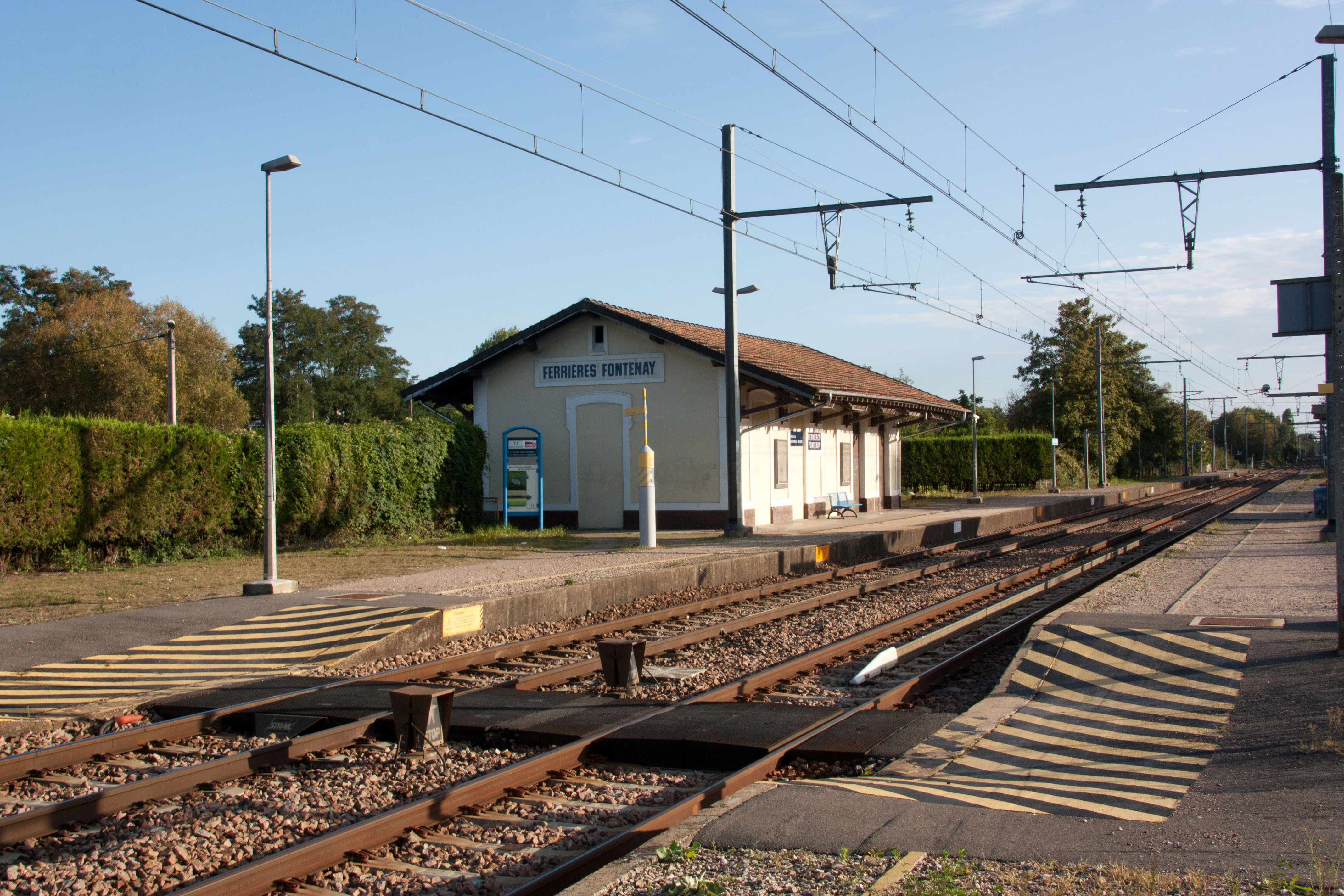
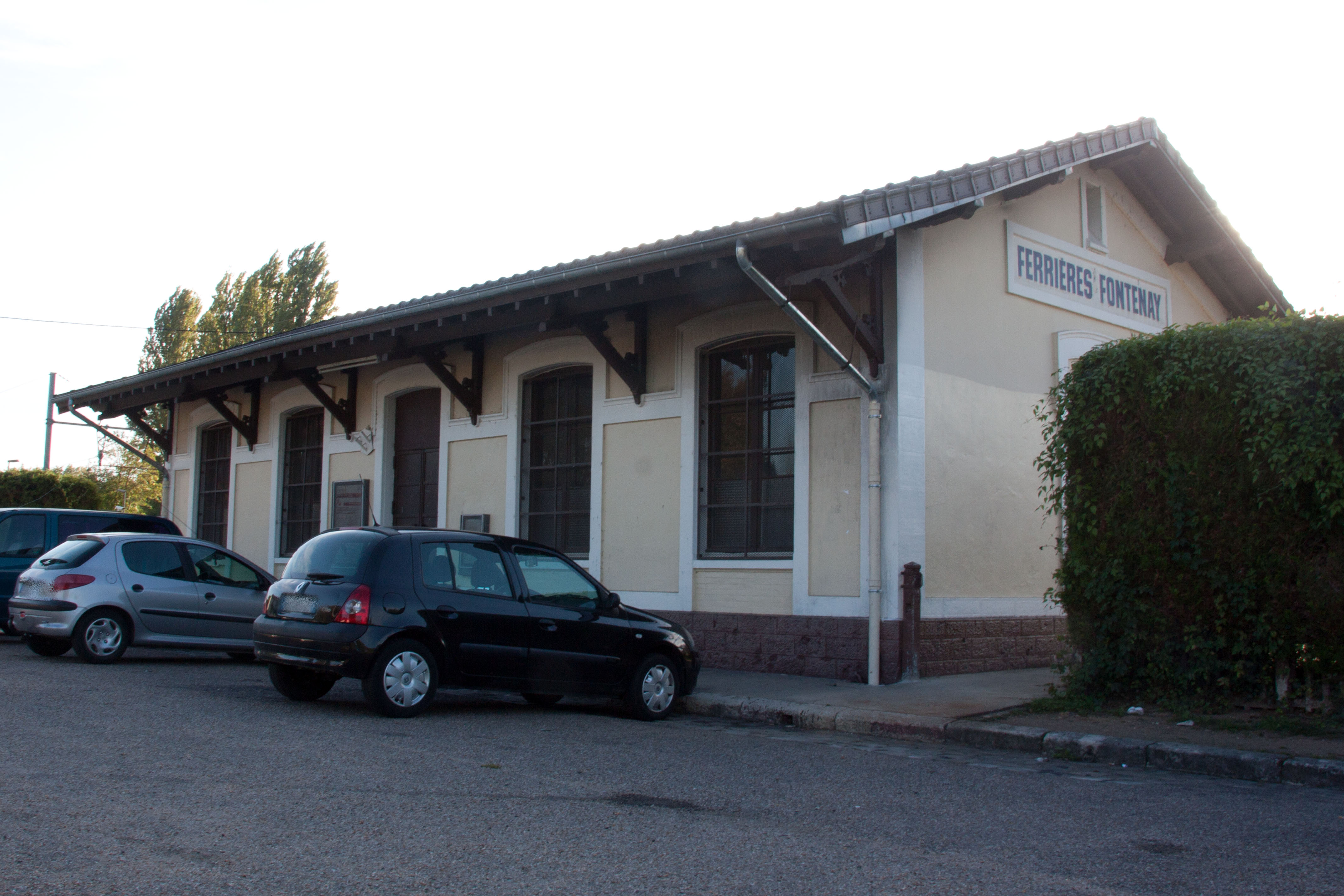

## Vorig en volgend station
| Richting           | Vorig station | Lijn    | Volgend station | Richting  |
| ------------------ | ------------- | ------- | --------------- | --------- |
| Paris-Gare de Lyon | Dordives      | Trans R | Montargis       | Montargis |